# Jacob van Huis
Jacob van Huis (Haarlem, 18 december 1925 – Wageningen, 9 augustus 1978) was een Nederlandse burgemeester voor de PvdA.

## Leven en werk
Van Huis werd in 1925 geboren als zoon van de timmerman Cornelis van Huis en Maria Bakker. Van Huis is afgestudeerd in de rechten en ging in januari 1954 werken bij de provinciale griffie van Drenthe. In 1956 volgde zijn benoeming tot burgemeester van Rolde. Na elf jaar werd hij in 1967 burgemeester van Poortugaal. Vervolgens bekleedde hij van 1973 tot 1978 het burgemeestersambt van Wageningen. Van Huis was gehuwd en had twee kinderen. Hij overleed in augustus 1978 onverwacht op 52-jarige leeftijd ten gevolge van een astma-aanval.

## Bijzonderheden
In 1975 werd Prins Bernhard benoemd tot ereburger van Wageningen. De desbetreffende oorkonde werd hem door burgemeester Van Huis overhandigd voorafgaande aan de opening van de gerestaureerde capitulatiezaal in Hotel De Wereld. Van Huis was voorzitter van de nationale stichting, die gelden inzamelde om de restauratie mogelijk te maken.
Van Huis was de laatste burgemeester van Wageningen, die de door de vereniging Nederlands Volksherstel in 1945 geschonken ambtsketen heeft gedragen. Deze keten behoort sinds 2005 tot de collectie van het museum De Casteelse Poort in Wageningen.